# Placówka Straży Celnej „Rawicz”

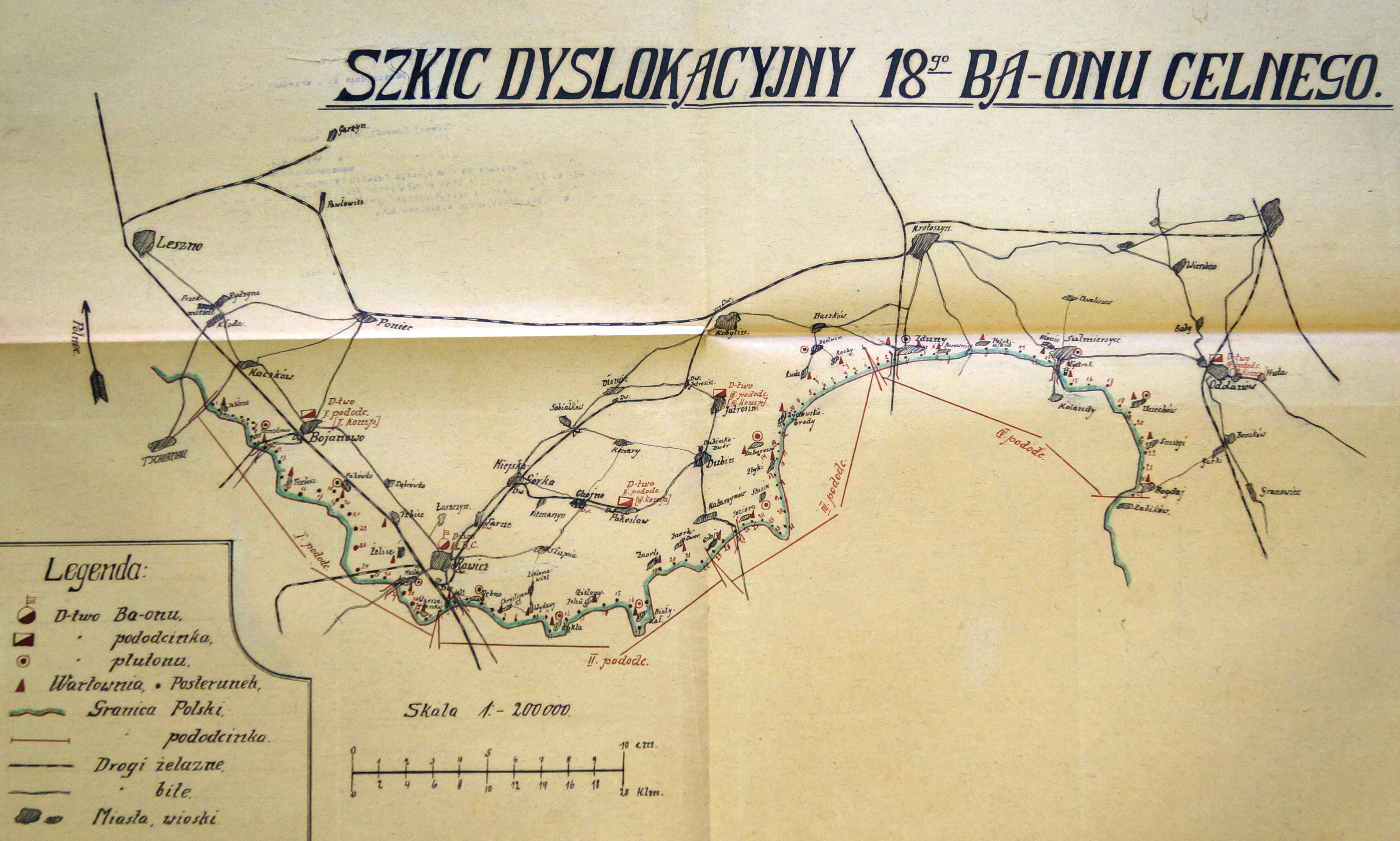
Szkic rozmieszczenia 18 batalionu celnego „Rawicz”

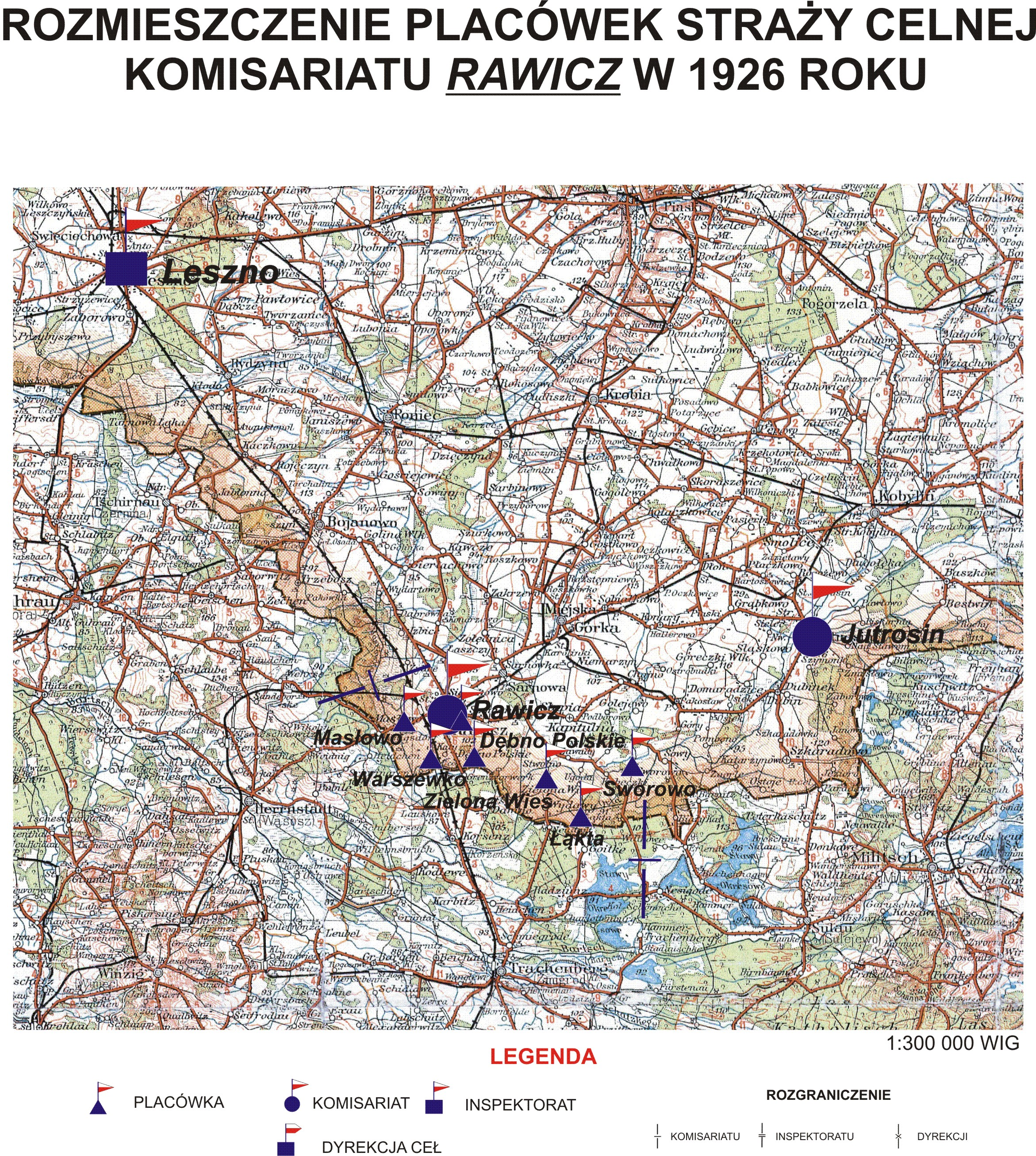
Rozmieszczenie placówek Straży Celnej Komisariatu Rawicz w 1926

Placówka Straży Celnej „Rawicz” – jednostka organizacyjna Straży Celnej pełniąca w okresie międzywojennym służbę ochronną na granicy polsko-niemieckiej.

## Formowanie i zmiany organizacyjne
Na wniosek Ministerstwa Skarbu, uchwałą z 10 marca 1920 roku, powołano do życia Straż Celną. Od połowy 1921 roku jednostki Straży Celnej rozpoczęły przejmowanie odcinków granicy od pododdziałów Batalionów Celnych. Proces tworzenia Straży Celnej trwał do końca 1922 roku. Placówka Straży Celnej „Rawicz” weszła w podporządkowanie komisariatu Straży Celnej „Rawicz” z Inspektoratu SC „Leszno”.
W drugiej połowie 1927 roku przystąpiono do gruntownej reorganizacji Straży Celnej. W praktyce skutkowało to rozwiązaniem tej formacji granicznej. Ochronę północnej, zachodniej i południowej granicy państwa przejęła powołana z dniem 2 kwietnia 1928 roku Straż Graniczna.
Rozkazem nr 3 z 25 kwietnia 1928 roku w sprawie organizacji Wielkopolskiego Inspektoratu Okręgowego dowódca Straży Granicznej gen. bryg. Stefan Pasławski  określił strukturę organizacyjną komisariatu SG „Rawicz”. Placówka Straży Granicznej II linii „Rawicz” znalazła się w jego strukturze.

## Funkcjonariusze placówki
Kierownicy placówki
| stopień    | imię i nazwisko, numer | okres pełnienia służby |
| ---------- | ---------------------- | ---------------------- |
| przodownik | Jan Dembski (1052)     | był w 1926             |

Obsada personalna placówki w 1926:
- przodownik Jan Dembski (1052)
- starszy strażnik Bronisław Otlewski (760)
- starszy strażnik Michał Marciniak (720)
- strażnik Jan Bergman (1406)
- strażnik Stanisław Turbański (2738)
- strażnik Walenty Staśkowiak (999)
- strażnik Jan Stefański (2704)
- strażnik Andrzej Majchrzycki (1208)
- strażnik Stanisław Mikołajczak (1542)
- strażnik Michał Wolny (2782)
- strażnik Wojciech Mulka (1197)
- strażnik Józef Domsikowski (233)